# Lavendelmalva
Lavendelmalva (Corynabutilon vitifolium) art i familjen malvaväxter från Chile där den växer vild i öppna skogsgläntor. 
Det är en snabbväxande växt och bildar buskar eller träd som kan bli upp till 8 m höga med 5 m krona. Bladen är strödda, tre-flikiga, och liknar vinblad. Blommorna är samkönade och kronbladen är lavendelblå. I odling förekommer dock ofta plantor med vita blommor. Den är översvallande rikblommande under sen vår. Blommorna kan bli upp till 8 cm i diameter och är ätbara; de har en angenäm, sötaktig smak, och gör sig bra råa i sallader. I Chile är den ständigt grön, men importerad till exempelvis England fäller den löven på vintern.

## Odlingsråd
Lavendelmalvan vill ha fuktig jord och fuktigt klimat, trivs därför bra i kustområden, men trivs inte i blåsiga lägen. Synnerligen lättodlad, härdig ner till —5 °C à —10 °C i skyddade lägen mot vägg i syd till sydväst. Som odlad dör den ej sällan efter några år utan synbar anledning. Det finns en hypotes att den efter den synnerligen rikliga blomningen helt enkelt dör av utmattning.
Den förökas lätt genom frösådd, men plantorna bör första året hållas inomhus eller i växthus, innan de sätts ut i lätt sandig till lerig jord med pH 5,6…6,5. Sticklingar kan tas av årsskott, strax efter blomningen. Den kan stå öppet, men på platser med mycket heta somrar vill den ha lätt skugga.

## Synonymer
Abutilon vitifolium (Cavanilles) G.Don
Malva vitifolia Cavanilles